# Joel Sánchez Guerrero
Joel Sánchez Guerrero (Ciudad de México, 15 de septiembre de 1966) es atleta mexicano especialista en la prueba de marcha atlética que ganó la medalla de bronce en los Juegos Olímpicos de Sídney 2000.
Sus anteriores participaciones olímpicas fueron en los Juegos Olímpicos de Seúl 1988, donde fue descalificado en la carrera de 20 km marcha, y en los Juegos Olímpicos de Barcelona 1992, donde ocupó el puesto 21 en la misma distancia.